# 町野隆俊
町野 隆俊（まちの たかとし）は、安土桃山時代から江戸時代初期にかけての武士。毛利氏家臣で長州藩士。祖父は町野隆風。父は町野隆信（伊賀守）。子は境親行。

## 生涯
天正12年（1584年）、毛利氏家臣・町野隆信の子として生まれる。
慶長16年（1611年）9月9日、毛利秀就から「七郎兵衛尉」の官途名を与えられる。その後、苗字を「町野」から「境」へと改め、寛永9年（1632年）には秀就から「茂左衛門尉」の官途名を与えられた。
寛永13年（1636年）6月11日に死去。享年53。子の境親行が後を継いだ。